# Diócesis de York
La Diócesis de York (en inglés: Diocese of York) es una división administrativa de la Iglesia de Inglaterra, parte de la provincia eclesiástica de York. Cubre la ciudad de York, la parte oriental de North Yorkshire, y la mayor parte de East Riding of Yorkshire.
La diócesis está encabezada por el arzobispo de York y su catedral es York Minster. La diócesis se divide en tres arcedianatos, así Cleveland en el norte (con un obispo sufragáneo en Whitby), East Riding al este (con un obispo en Hull), y el arcedianato de York (con un obispo en Selby).
La diócesis fue en su día mucho más grande, cubriendo Yorkshire, Nottinghamshire, Derbyshire y partes de Northumberland, Lancashire, Cumberland y Westmorland.

## Obispos
El arzobispo diocesano de York cuenta con el apoyo principal de tres obispos sufragáneos: los obispados de Hull (fundado en 1891), de Whitby (fundado en 1923) y de Selby (fundado en 1939). Si bien no se trata de un esquema formal de áreas, cada sufragáneo asume la responsabilidad informal de un arcedianato (East Riding, Cleveland y York, respectivamente). La supervisión episcopal alternativa para las parroquias de la diócesis que rechazan el ministerio de mujeres sacerdotes es proporcionada por el visitante episcopal provincial (PEV), el obispo sufragáneo de Beverley. A diferencia de la mayoría de las diócesis, el de Beverley no necesita licencia de obispo auxiliar honorario, ya que es sufragáneo. 
Hay cuatro obispos auxiliares honorarios retirados en la diócesis:
- 2002-presente: David Smith , obispo retirado de Bradford , obispo sufragáneo de Maidstone y obispo de las Fuerzas Armadas , vive en Dunnington y también tiene licencia en la diócesis de Europa .[1]
- 2009-presente: Graham Cray, arzobispo retirado de misiones, líder del equipo de  nuevas expresiones (fresh expressions), y ex obispo sufragáneo de Maidstone, vive en Harrietsham , Kent (en la diócesis de Canterbury, donde también tiene licencia).[2]
- 2010-presente: Gordon Bates , obispo sufragáneo retirado de Whitby, vive en Brompton, Hambleton .[3]
- James Jones , obispo retirado de Liverpool , obispo de prisiones y obispo sufragáneo de Hull.[4][5]

David James, obispo retirado de Bradfordy Martin Wallace, obispo retirado sufragán de Selby,viven en Beverley y Bridlington respectivamente, pero no hay evidencia de que ninguno de los dos haya sido licenciado como obispo asistente honorario.

## Historia
El primer arzobispo de York fue Paulinus en 627. En 1541, el arcedianato de Richmond (North Yorkshire), que incluía parte de los Yorkshire Dales, North Lancashire (incluyendo Furness), la parte sur de Westmorland y el área de Copeland (Cumberland), se convirtió en parte de la nueva diócesis de Chester. (Estas áreas más tarde se convirtieron en partes de otras diócesis.)
En 1836 la parte occidental (correspondiente a grandes rasgos al West Riding) se separó en la diócesis de Ripon, que más tarde se dividió en las diócesis de Ripon y Leeds, de Bradfordy y de Wakefield y ahora constituye la mayor parte de la diócesis de Leeds. En 1884 Nottinghamshire y Derbyshire se convirtieron en parte de la nueva diócesis de Southwell, de la que Derbyshire se separó de nuevo en 1927 para formar la diócesis de Derby. En 1914 la diócesis de Sheffield (que cubre South Yorkshire), se separó como una diócesis independiente.

## Arcedianatos y decanatos
| Diócesis         | Arcedianatos                | Decanatos rurales             |
| ---------------- | --------------------------- | ----------------------------- |
| Diócesis de York | Arcedianato de York         | Decanato de Nueva Inglaterra  |
| Diócesis de York | Arcedianato de York         | Decanato de Derwent           |
| Diócesis de York | Arcedianato de York         | Decanato de Easingwold        |
| Diócesis de York | Arcedianato de York         | Decanato de Selby             |
| Diócesis de York | Arcedianato de York         | Decanato de South Wold        |
| Diócesis de York | Arcedianato de York         | Decanato de Southern Ryedale  |
| Diócesis de York | Arcedianato de York         | Decanato de la ciudad de York |
| Diócesis de York | Arcedianato de Cleveland    | Decanato de Guisborough       |
| Diócesis de York | Arcedianato de Cleveland    | Decanato de Middlesbrough     |
| Diócesis de York | Arcedianato de Cleveland    | Decanato de Mowbray           |
| Diócesis de York | Arcedianato de Cleveland    | Decanato de Northern Ryedale  |
| Diócesis de York | Arcedianato de Cleveland    | Decanato de Stokesley         |
| Diócesis de York | Arcedianato de Cleveland    | Decanato de Whitby            |
| Diócesis de York | Arcedianato del East Riding | Decanato de Beverley          |
| Diócesis de York | Arcedianato del East Riding | Decanato de Bridlington       |
| Diócesis de York | Arcedianato del East Riding | Decanato de Hull              |
| Diócesis de York | Arcedianato del East Riding | Decanato de Harthill          |
| Diócesis de York | Arcedianato del East Riding | Decanato de North Holderness  |
| Diócesis de York | Arcedianato del East Riding | Decanato de South Holderness  |
| Diócesis de York | Arcedianato del East Riding | Decanato de Howden            |
| Diócesis de York | Arcedianato del East Riding | Decanato de Scarborough       |